# V wiek
IV wiek <> VI wiek
401 402 403 404 405 406 407 408 409 410 411 412 413 414 415 416 417 418 419 420 421 422 423 424 425 426 427 428 429 430 431 432 433 434 435 436 437 438 439 440 441 442 443 444 445 446 447 448 449 450 451 452 453 454 455 456 457 458 459 460 461 462 463 464 465 466 467 468 469 470 471 472 473 474 475 476 477 478 479 480 481 482 483 484 485 486 487 488 489 490 491 492 493 494 495 496 497 498 499 500

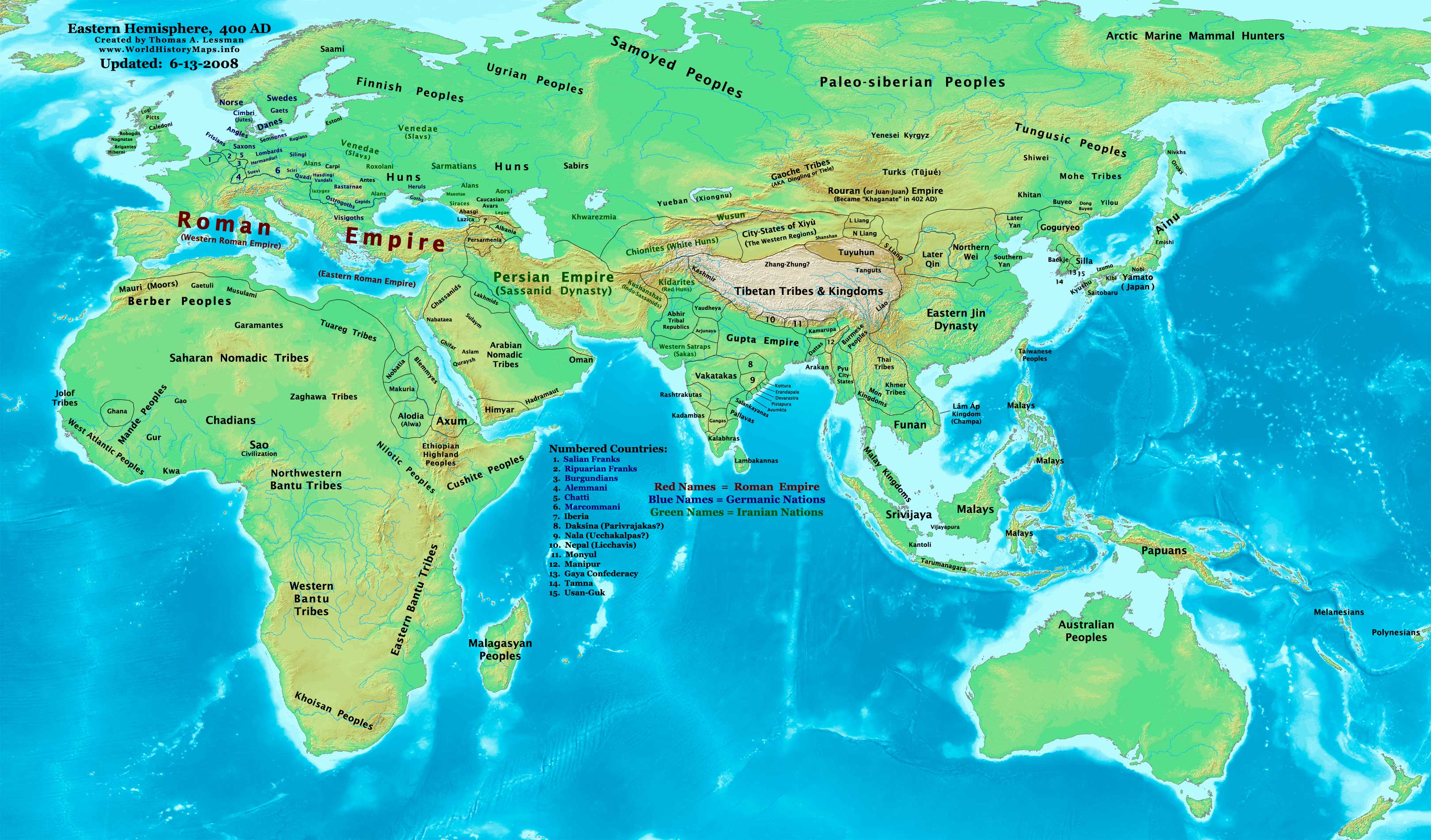
Mapa świata w V wieku

## Wydarzenia wEuropie
- około 400 – ziemie u ujścia rzek: Ren, Moza i Skalda zalały plemiona germańskie (gł. Frankowie, Sasi i Fryzowie)
- 401 – Alaryk wkroczył do Italii północnej, Stylicho zawarł z nim pokój
- 402 – dwór cesarstwa zachodniego przeniósł się z Mediolanu do Rawenny
- 405 – Germanowie pod wodzą Radagaisa przekroczyli Dunaj i zmierzali ku środkowej Italii
- 406 – (31 grudnia) Wandalowie, Swebowie i Alanowie przekroczyli Ren
- 407 – legiony rzymskie opuściły Brytanię (kraj rozpadł się na wiele państewek plemiennych)
- 408 – Alaryk zerwał pokój, zajął Panonię i Noricum
- 409 – Wandalowie, Swebowie i Alanowie wdarli się do Hispanii
- 410
  - Rzym padł łupem Alaryka i jego Wizygotów
  - cesarz Honoriusz zrezygnował z obrony Brytanii
- 411/12 – Wizygoci przeszli do Galii
- 415 – Wizygoci utworzyli w Galii własne królestwo ze stolicą w Tuluzie
- 416 – Wizygoci podbili królestwo Wandalów w Hiszpanii
- 419 – Wizygoci za zgodą Honoriusza założyli w Galli pierwsze barbarzyńskie państwo w granicach Imperium Rzymskiego
- 431 – potępienie nestorianizmu jako herezji
- 435 – ugoda cesarstwa rzymskiego z Wandalami
- około 435 – Św. Patryk rozpoczął chrystianizację Irlandii
- 438 – wydanie Codex Theodosianus – kodyfikacji rzymskiego prawa
- około 449 – Anglowie, Sasowie i Jutowie rozpoczęli inwazję Brytanii
- 451
  - bitwa pod Awarajr
  - najazd Hunów na Galię, bitwa na Polach Katalaunijskich
  - potępienie monofizytyzmu jako herezji
- 452
  - najazd Hunów na Italię
  - założenie Wenecji
- 454 - bitwa nad rzeką Nedao, Hunowie rozbici przez plemiona germańskie
- 455
  - zajęcie Rzymu przez Wandalów
  - koniec rządów dynastii teodozjańskiej
- 456 – zwycięstwo Teodoryka na Swebami pod Astorgą w Hiszpanii
- 475 – Romulus Augustulus został cesarzem rzymskim
- 476
  - Odoaker obalił Romulusa Augustulusa
  - koniec Cesarstwa Zachodniorzymskiego
- 480 – Odoaker odesłał insygnia cesarskie do Konstantynopola
- 481 – Chlodwig został królem Franków
- 486 – Chlodwig pokonał Syagriusza w bitwie pod Soissons
- 489-493 – podbój Italii przez Teodoryka, króla Ostrogotów
- 496 – (25 grudnia) chrzest Chlodwiga

## Wydarzenia wAzji
- 405 – dominacja królestwa Yamato w Japonii.
- 420 – Nankin został stolicą południowych Chin.
- 427 – król Changsu przeniósł stolicę koreańskiego królestwa Goguryeo z Kungnesong do Pjongjangu nad rzeką Taedong-gang.
- 428 – ponowne połączenie Persji i Armenii.
- 430 – najazd Heftalitów na Persję.
- 469 – na dworze cesarza Japonii, Yūryaku odbywały się walki zapaśników sumo.
- około 470 – skończył się napór Białych Hunów (Heftalitów) na Indie. Państwo Guptów zostało jednak zniszczone i Indie rozpadły się na wiele drobnych królestw
- 475 – wielki pożar niszczy miasto Bizancjum (spłonął 12 m posąg Zeusa dłuta Fidiasza)
- 477 – buddyzm stał się religią państwową w Chinach
- 479 – władzę w południowych Chinach objęła dynastia Qi
- około 480 – w Japonii powstały pierwsze świątynie sintoistyczne
- 489 – wielki darmowy szpital założono w Jundishapur (obecnie Shushtar, Iran)
- około 500 – w Indiach wynaleziono system dziesiętny

## Wydarzenia wAfryce
- 429 – wtargnięcie Wandalów przez Cieśninę Gibraltarską do Afryki
- 439 – Wandalowie zdobyli Kartaginę
- około 500 – rolnicy i pasterze Bantu dotarli do Afryki Południowej

## Wydarzenia wAmeryce
- około 500 – supremacja ludu Huari w Peru